# Campeonato Sul-Americano de Clubes de Voleibol Masculino de 2024
O Campeonato Sul-Americano de Clubes de Voleibol Masculino de 2024 foi a 23.ª edição deste torneio organizado anualmente pela Confederação Sul-Americana de Voleibol (CSV). O torneio foi disputado entre os dias 12 e 16 de fevereiro, pela primeira vez na história na cidade de Blumenau, Santa Catarina. No total, a competição contou com a participação de nove equipes provenientes de cinco países distintos..
O campeão e o vice-campeão do torneio garantiram a oportunidade de representar a América do Sul no Campeonato Mundial de Clubes de 2024.
A equipe do Sada Cruzeiro conquistou o décimo título da competição de sua história ao derrotar na final o Ciudad Vóley por 3 sets a 0. Completando o pódio o Farma Conde/São José derrotou o anfitrião e compatriota APAN/Blumenau por 3 sets a 1. O ponteiro cubano Miguel Ángel López foi o maior pontuador da final e foi eleito o melhor em sua função e o melhor jogador (MVP) da competição pela terceira vez consecutivamente.

## Formato de disputa
As nove equipes foram divididas em três grupos: A, B e C. Elas se enfrentaram dentro de seus respectivos grupos, avançando para as semifinais os primeiros colocados de cada grupo e o segundo melhor colocado geral. Nas semifinais, os cruzamentos foram estabelecidos da seguinte forma: 1°A enfrentará o 2°melhor colocado e 1°B enfrentará 1°C, determinando assim os finalistas e as equipes que disputaram o terceiro lugar.
Os times eliminados na fase classificatória foram classificados da quinta à nona posição. Os melhores segundos colocados (eliminados) disputaram a quinta posição, enquanto os melhores terceiros colocados jogaram pela sétima posição. O pior terceiro colocado encerrou sua participação na nona posição.

## Equipes participantes
As seguintes equipes foram qualificadas para a disputa do Campeonato Sul-Americano de Clubes de 2024 pela CSV:
| Equipe               | País      | Forma de classificação                                  | Títulos                                                   |
| -------------------- | --------- | ------------------------------------------------------- | --------------------------------------------------------- |
| APAN/Blumenau        | Brasil    | Convidado e anfitrião                                   | 0 (não possui)                                            |
| Sada Cruzeiro        | Brasil    | Campeão da Superliga Brasileira de 2022–23              | 9 (2012, 2014, 2016, 2017, 2018, 2019, 2020, 2022 e 2023) |
| Farma Conde/São José | Brasil    | Vice-campeão da Copa Brasil 2023                        | 0 (não possui)                                            |
| CDV Centenario       | Uruguai   | Vice-campeão da Super Liga Uruguaia de Voleibol de 2023 | 0 (não possui)                                            |
| Club Olympic         | Bolívia   | Campeão da Super Liga Boliviana de Voleibol de 2023     | 0 (não possui)                                            |
| Ciudad Vóley         | Argentina | Campeão da Liga Argentina de 2022–23                    | 0 (nao possui)                                            |
| Policial Vóley       | Argentina | Campeão da Supercopa da Argentina 2023                  | 0 (nao possui)                                            |
| Monteros Vóley       | Argentina | Terceiro lugar da Liga Argentina de 2022–23             | 0 (não possui)                                            |
| Club Peerless        | Peru      | Campeão da Liga Peruana 2023                            | 0 (não possui)                                            |

## Local das partidas
| Blumenau, Brasil  |
| ----------------- |
| Ginásio Galegão   |
| Capacidade: 3 064 |

## Grupos
| A                   | B                          | C                           |
| ------------------- | -------------------------- | --------------------------- |
| Sada Cruzeiro Vôlei | Farma Conde Vôlei São José | Apan Vôlei/Blumenau         |
| Monteros Vóley Club | Mutual Policial Formosa    | Club Ciudad de Buenos Aires |
| Club Olympic        | CDV Centenario             | Club Deportivo Peerless     |

## Fase de grupos
|  | Classificado para as semifinais              |
|  | Classificado para a disputa do quinto lugar. |
|  | Classificado para a disputa do sétimo lugar  |

- Todas as partidas seguem o horário local (−3:00).

### Grupo A
|     |               |     | Jogos | Jogos | Jogos | Resultados | Resultados | Resultados | Resultados | Resultados | Resultados | Sets | Sets | Sets  | Pontos | Pontos | Pontos |
| Pos | Equipe        | Pts | T     | V     | D     | 3–0        | 3–1        | 3–2        | 2–3        | 1–3        | 0–3        | V    | P    | R     | V      | P      | R      |
| --- | ------------- | --- | ----- | ----- | ----- | ---------- | ---------- | ---------- | ---------- | ---------- | ---------- | ---- | ---- | ----- | ------ | ------ | ------ |
| 1   | Sada Cruzeiro | 6   | 2     | 2     | 0     | 2          | 0          | 0          | 0          | 0          | 0          | 6    | 0    | MAX   | 150    | 83     | 1.807  |
| 2   | Monteros      | 3   | 2     | 1     | 1     | 1          | 0          | 0          | 0          | 0          | 1          | 3    | 3    | 1,000 | 121    | 123    | 0.984  |
| 3   | Olympic       | 0   | 2     | 0     | 2     | 0          | 0          | 0          | 0          | 0          | 2          | 0    | 6    | 0,000 | 85     | 150    | 0.567  |

Resultados
| 12 de fevereiro 21:00 Resultado | Sada Cruzeiro | 3 — 0             | Olympic | Ginásio Galegão, Blumenau Árbitro(s): PER José Luis Vasquez Portocarrero URU Fabián Gai |
| 12 de fevereiro 21:00 Resultado | 25            | Set 1 Set 2 Set 3 | 9 13 15 | Ginásio Galegão, Blumenau Árbitro(s): PER José Luis Vasquez Portocarrero URU Fabián Gai |

| 13 de fevereiro 21:00 Resultado | Sada Cruzeiro | 3 — 0             | Monteros | Ginásio Galegão, Blumenau Árbitro(s): URU Fabián Gai PER José Luis Vasquez Portocarrero |
| 13 de fevereiro 21:00 Resultado | 25            | Set 1 Set 2 Set 3 | 18 10 18 | Ginásio Galegão, Blumenau Árbitro(s): URU Fabián Gai PER José Luis Vasquez Portocarrero |

| 14 de fevereiro 18:30 Resultado | Monteros | 3 — 0             | Olympic  | Ginásio Galegão, Blumenau Árbitro(s): BRA Paulo Luís Beal ARG Victor Bagala BRA Patrick Bernard Basso |
| 14 de fevereiro 18:30 Resultado | 25       | Set 1 Set 2 Set 3 | 18 16 14 | Ginásio Galegão, Blumenau Árbitro(s): BRA Paulo Luís Beal ARG Victor Bagala BRA Patrick Bernard Basso |

### Grupo B
|     |                      |     | Jogos | Jogos | Jogos | Resultados | Resultados | Resultados | Resultados | Resultados | Resultados | Sets | Sets | Sets  | Pontos | Pontos | Pontos |
| Pos | Equipe               | Pts | T     | V     | D     | 3–0        | 3–1        | 3–2        | 2–3        | 1–3        | 0–3        | V    | P    | R     | V      | P      | R      |
| --- | -------------------- | --- | ----- | ----- | ----- | ---------- | ---------- | ---------- | ---------- | ---------- | ---------- | ---- | ---- | ----- | ------ | ------ | ------ |
| 1   | Farma Conde/São José | 6   | 2     | 2     | 0     | 2          | 0          | 0          | 0          | 0          | 0          | 6    | 0    | MAX   | 150    | 101    | 1.485  |
| 2   | Policial Vóley       | 3   | 2     | 1     | 1     | 1          | 0          | 0          | 0          | 0          | 1          | 3    | 3    | 1,000 | 132    | 118    | 1.119  |
| 3   | CDV Centenario       | 0   | 2     | 0     | 2     | 0          | 0          | 0          | 0          | 0          | 2          | 0    | 6    | 0,000 | 87     | 150    | 0.580  |

Resultados
| 12 de fevereiro 16:00 Resultado | Farma Conde/São José | 3 — 0             | CDV Centenario | Ginásio Galegão, Blumenau Árbitro(s): ARG Victor Bagala BOL Antonio Zurita Plata |
| 12 de fevereiro 16:00 Resultado | 25                   | Set 1 Set 2 Set 3 | 13 10 21       | Ginásio Galegão, Blumenau Árbitro(s): ARG Victor Bagala BOL Antonio Zurita Plata |

| 13 de fevereiro 16:00 Resultado | Farma Conde/São José | 3 — 0             | Policial Vóley | Ginásio Galegão, Blumenau Árbitro(s): BOL Antonio Zurita Plata BRA Rafael de Souza Lino PER José Luis Vasquez Portocarrero |
| 13 de fevereiro 16:00 Resultado | 25                   | Set 1 Set 2 Set 3 | 17 23          | Ginásio Galegão, Blumenau Árbitro(s): BOL Antonio Zurita Plata BRA Rafael de Souza Lino PER José Luis Vasquez Portocarrero |

| 14 de fevereiro 16:00 Resultado | CDV Centenario | 0 — 3             | Policial Vóley | Ginásio Galegão, Blumenau Árbitro(s): ARG Antonio David Burgos BRA Carlos Eduardo Silva |
| 14 de fevereiro 16:00 Resultado | 17 15 11       | Set 1 Set 2 Set 3 | 25             | Ginásio Galegão, Blumenau Árbitro(s): ARG Antonio David Burgos BRA Carlos Eduardo Silva |

### Grupo C
|     |               |     | Jogos | Jogos | Jogos | Resultados | Resultados | Resultados | Resultados | Resultados | Resultados | Sets | Sets | Sets  | Pontos | Pontos | Pontos |
| Pos | Equipe        | Pts | T     | V     | D     | 3–0        | 3–1        | 3–2        | 2–3        | 1–3        | 0–3        | V    | P    | R     | V      | P      | R      |
| --- | ------------- | --- | ----- | ----- | ----- | ---------- | ---------- | ---------- | ---------- | ---------- | ---------- | ---- | ---- | ----- | ------ | ------ | ------ |
| 1   | Ciudad Vóley  | 5   | 2     | 2     | 0     | 1          | 0          | 1          | 0          | 0          | 0          | 6    | 2    | 3,000 | 188    | 157    | 1.197  |
| 2   | APAN/Blumenau | 4   | 2     | 1     | 1     | 1          | 0          | 0          | 1          | 0          | 0          | 5    | 3    | 1.667 | 180    | 176    | 1.023  |
| 3   | Club Peerless | 0   | 2     | 0     | 2     | 0          | 0          | 0          | 0          | 0          | 2          | 0    | 6    | 0,000 | 115    | 150    | 0.767  |

Resultados
| 12 de fevereiro 18:30 Resultado | APAN/Blumenau | 3 — 0             | Club Peerless | Ginásio Galegão, Blumenau Árbitro(s): ARG Jonatan Abel Escudero ARG Antonio David Burgos |
| 12 de fevereiro 18:30 Resultado | 25            | Set 1 Set 2 Set 3 | 21            | Ginásio Galegão, Blumenau Árbitro(s): ARG Jonatan Abel Escudero ARG Antonio David Burgos |

| 13 de fevereiro 18:30 Resultado | Ciudad Vóley | 3 — 0             | Club Peerless | Ginásio Galegão, Blumenau Árbitro(s): BRA Patrick Bernard Basso BRA Paulo Luís Beal ARG Antonio David Burgos (AV) |
| 13 de fevereiro 18:30 Resultado | 25           | Set 1 Set 2 Set 3 | 18 14 20      | Ginásio Galegão, Blumenau Árbitro(s): BRA Patrick Bernard Basso BRA Paulo Luís Beal ARG Antonio David Burgos (AV) |

| 14 de fevereiro 21:00 Resultado | APAN/Blumenau  | 2 — 3                         | Ciudad Vóley   | Ginásio Galegão, Blumenau Árbitro(s): BRA Rafael de Souza Lino ARG Jonatan Abel Escudero URU Fabián Gai (AV) |
| 14 de fevereiro 21:00 Resultado | 22 25 16 28 14 | Set 1 Set 2 Set 3 Set 4 Set 5 | 25 21 25 26 16 | Ginásio Galegão, Blumenau Árbitro(s): BRA Rafael de Souza Lino ARG Jonatan Abel Escudero URU Fabián Gai (AV) |

## Finais

### Sétimo lugar
| 15 de fevereiro 14:00 Resultado | Club Peerless | 3 — 0             | CDV Centenario | Ginásio Galegão, Blumenau Árbitro(s): BOL Antonio Zurita Plata BRA Rafael de Souza Lino PER José Luis Vasquez Portocarrero |
| 15 de fevereiro 14:00 Resultado | 25            | Set 1 Set 2 Set 3 | 21 17 20       | Ginásio Galegão, Blumenau Árbitro(s): BOL Antonio Zurita Plata BRA Rafael de Souza Lino PER José Luis Vasquez Portocarrero |

### Quinto lugar
| 15 de fevereiro 16:30 Resultado | Monteros | 0 — 3             | Policial Vóley | Ginásio Galegão, Blumenau Árbitro(s): ARG Jonatan Abel Escudero PER José Luis Vasquez Portocarrero BRA Carlos Eduardo Silva |
| 15 de fevereiro 16:30 Resultado | 22 20 16 | Set 1 Set 2 Set 3 | 25             | Ginásio Galegão, Blumenau Árbitro(s): ARG Jonatan Abel Escudero PER José Luis Vasquez Portocarrero BRA Carlos Eduardo Silva |

### Chaveamento final
|  | Semifinais              | Semifinais   |                         |   | Final | Final |
|  |                         |              |                         |   |       |       |
|  | 15 de fevereiro - 19:00 |              |                         |   |       |       |
|  |                         |              |                         |   |       |       |
|  | Sada Cruzeiro Vôlei     | 3            |                         |   |       |       |
|  | Sada Cruzeiro Vôlei     | 3            | 16 de fevereiro - 18:30 |   |       |       |
|  | APAN/Blumenau           | 0            |                         |   |       |       |
|  | APAN/Blumenau           | 0            | Sada Cruzeiro Vôlei     | 3 |       |       |
|  | 15 de fevereiro - 21:30 |              | Sada Cruzeiro Vôlei     | 3 |       |       |
|  |                         | Ciudad Vóley | 0                       |   |       |       |
|  | Farma Conde/São José    | Ciudad Vóley | 0                       | 1 |       |       |
|  | Farma Conde/São José    |              |                         | 1 |       |       |
|  | Ciudad Vóley            | 3            |                         |   |       |       |
|  | Ciudad Vóley            | 3            | Terceiro lugar          |   |       |       |
|  |                         |              |                         |   |       |       |
|  | 16 de fevereiro - 16:00 |              |                         |   |       |       |
|  |                         |              |                         |   |       |       |
|  | APAN/Blumenau           | 1            |                         |   |       |       |
|  | APAN/Blumenau           | 1            |                         |   |       |       |
|  | Farma Conde/São José    | 3            |                         |   |       |       |

### Semifinais
| 15 de fevereiro 19:00 Resultado | Sada Cruzeiro Vôlei | 3 — 0             | APAN/Blumenau | Ginásio Galegão, Blumenau Árbitro(s): BRA Patrick Bernard Basso URU Fabián Gai BRA Carlos Eduardo Silva |
| 15 de fevereiro 19:00 Resultado | 25                  | Set 1 Set 2 Set 3 | 18 19 15      | Ginásio Galegão, Blumenau Árbitro(s): BRA Patrick Bernard Basso URU Fabián Gai BRA Carlos Eduardo Silva |

| 15 de fevereiro 21:30 Resultado | Farma Conde/São José | 1 — 3                   | Ciudad Vóley | Ginásio Galegão, Blumenau Árbitro(s): ARG Victor Bagala BRA Paulo Luís Beal ARG Antonio David Burgos |
| 15 de fevereiro 21:30 Resultado | 38 25 22 24          | Set 1 Set 2 Set 3 Set 4 | 40 19 25 26  | Ginásio Galegão, Blumenau Árbitro(s): ARG Victor Bagala BRA Paulo Luís Beal ARG Antonio David Burgos |

### Terceiro lugar
| 16 de fevereiro 16:00 Resultado | APAN/Blumenau | 1 — 3                   | Farma Conde/São José | Ginásio Galegão, Blumenau Árbitro(s): BRA Paulo Luís Beal URU Fabián Gai |
| 16 de fevereiro 16:00 Resultado | 17 21 25 14   | Set 1 Set 2 Set 3 Set 4 | 25 22 25             | Ginásio Galegão, Blumenau Árbitro(s): BRA Paulo Luís Beal URU Fabián Gai |

### Final
| 16 de fevereiro 18:30 Resultado | Sada Cruzeiro Vôlei | 3 — 0             | Ciudad Vóley | Ginásio Galegão, Blumenau Árbitro(s): BRA Rafael de Souza Lino PER José Luis Vasquez Portocarrero |
| 16 de fevereiro 18:30 Resultado | 25                  | Set 1 Set 2 Set 3 | 16 11 13     | Ginásio Galegão, Blumenau Árbitro(s): BRA Rafael de Souza Lino PER José Luis Vasquez Portocarrero |

## Classificação final
| Posição | Equipe               |
| ------- | -------------------- |
|         | Sada Cruzeiro Vôlei  |
|         | Ciudad Vóley         |
|         | Farma Conde/São José |
| 4       | APAN/Blumenau        |
| 5       | Policial Vóley       |
| 6       | Monteros             |
| 7       | Club Peerless        |
| 8       | CDV Centenario       |
| 9       | Olympic              |

|  | Qualificados para o Campeonato Mundial de Clubes de 2024 |

| Campeonato Sul-Americano de Clubes de 2024 |
| Brasil                                     |
| ------------------------------------------ |
| Sada Cruzeiro Campeão (10.º título)        |

| Elenco |
| --- |
| Wallace de Souza, Nicolás Uriarte, Otávio Pinto, Miguel López, Gabriel Vaccari, Cledenílson Batista, Alexandre Elias, Rodrigo Ribeiro, Welinton Oppenkoski, Juan Felipe Velasco, Rodriguinho, Lukinhas, Guilherme Rech, Carlos Castro |
| Técnico |
| Filipe Ferraz |

## Prêmios individuais
A seleção do campeonato foi composta pelos seguintes jogadores:
- MVP (Most Valuable Player):  Miguel Ángel López (SC)